# Gomblora
Gomblora ist sowohl eine Gemeinde (französisch commune rurale) als auch ein dasselbe Gebiet umfassendes Departement im westafrikanischen Staat Burkina Faso in der Region Sud-Ouest und der Provinz Poni. Laut einer Zählung von 2006 hat die Gemeinde etwa 19.000 Einwohner.